# Grand Bahama
Grand Bahama è una delle isole più settentrionali dell'arcipelago delle Bahamas e, tra le grandi isole, la più vicina agli Stati Uniti, situata a soli 90 km al largo delle coste dello Stato della Florida.
Grand Bahama, con una superficie di 1373 km², è la quarta isola più grande delle Bahamas, arcipelago che conta circa 700 tra isole e scogli. L'isola nel punto più largo misura 154 km (da ovest a est) e 27 km nel più ampio punto tra nord e sud.
Ha una popolazione di circa 75 000 abitanti (stima del 2007); Freeport è la città più grande dell'isola, sulla quale si trovano anche i distretti di East Grand Bahama e West Grand Bahama.

## Storia

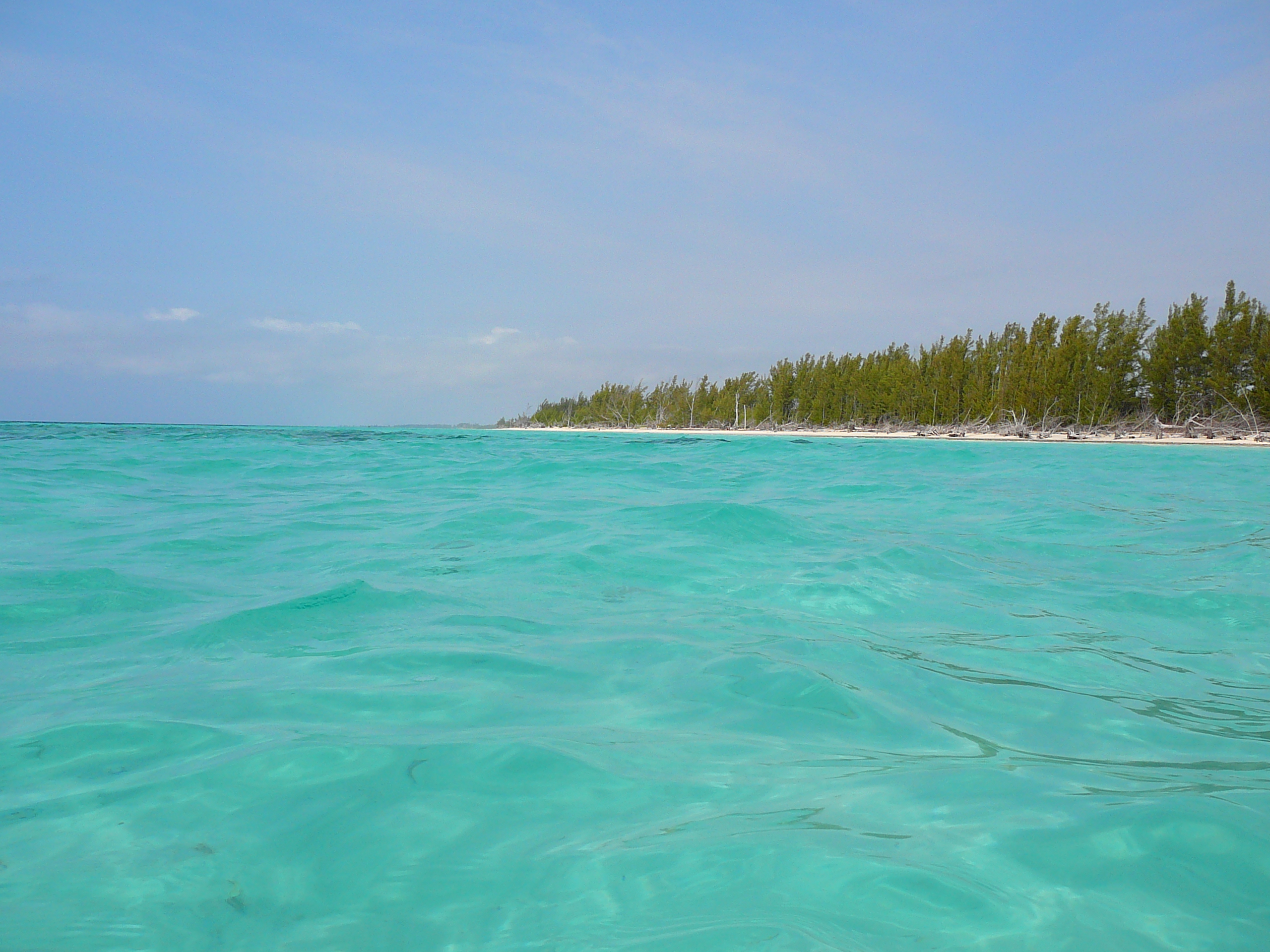
Gold Rock Beach

Gli spagnoli dettero all'isola il nome di Gran Bajamar, che significa "grandi secche", dal quale è derivato il nome definitivo delle isole Bahamas. Ad ogni modo, il nome dei Lucaiani per l'isola era Bahama. L'esistenza di Grand Bahama per quasi due secoli fu in gran parte governata dalla natura di questi "grandi secche", la barriera corallina che circonda l'isola, considerata pericolosa e che allontanava l'interesse dei proprietari spagnoli (che in gran parte l'abbandonarono a parte poco frequenti soste delle navi per rifornimenti), mentre attraeva i pirati, che spingevano le navi sui coralli per farle arenare e saccheggiarle. Gli spagnoli iniziarono ad interessarsi nell'isola dopo la riduzione in schiavitù dei nativi Lucaiani.
Le isole furono reclamate dalla Gran Bretagna nel 1670. La pirateria continuò a prosperare per almeno un altro mezzo secolo dopo l'avvento degli inglesi, sebbene alla fine il fenomeno fu tenuto sotto controllo.
Grand Bahama rimase relativamente tranquilla fino alla metà del XIX secolo, con solamente circa 200-400 abitanti regolari nella capitale, West End. Nel 1834 furono fondate le città di Pinder’s Point, Russell Town e Williams Town dagli ex schiavi delle Bahamas dopo l'abolizione della schiavitù nell'Impero britannico. L'isola rimase abbastanza sottosviluppata fino ad un breve boom economico durante la Guerra di secessione americana, quando divenne un centro per contrabbandieri di armi zucchero e cotone contro il blocco degli Stati Confederati d'America. Un secondo boom del contrabbando si ebbe durante gli anni del proibizionismo negli USA.
Alla metà del XX secolo la popolazione di Grand Bahama era sui 500 abitanti e l'isola era una delle meno sviluppate delle Bahamas. Comunque l'isola iniziò ad avere una fonte di reddito stabile nel 1955 quando un finanziere della Virginia di nome Wallace Groves raggiunse un accordo (Hawksbill Creek Agreement) con il governo delle Bahamas per costruire la città di Freeport e costituire la società Grand Bahama Port Authority, che fungeva anche da amministrazione municipale. Subito dopo Edward St. George, con l'aiuto economico di Sir Jack Hayward, sviluppo la società con nuove attività. A seguito del successo di Cuba come destinazione turistica per persone benestanti, St. George tentò di sviluppare Grand Bahama in maniera analoga. La città crebbe rapidamente con la creazione di un porto, un aeroporto (il più grande aeroporto privato al mondo) subito dopo la creazione della città e del centro turistico di Port Lucaya nel 1962. Grand Bahama divenne la seconda isola per popolazione delle Bahamas con oltre 50 000 abitanti nel 2004.

## Economia

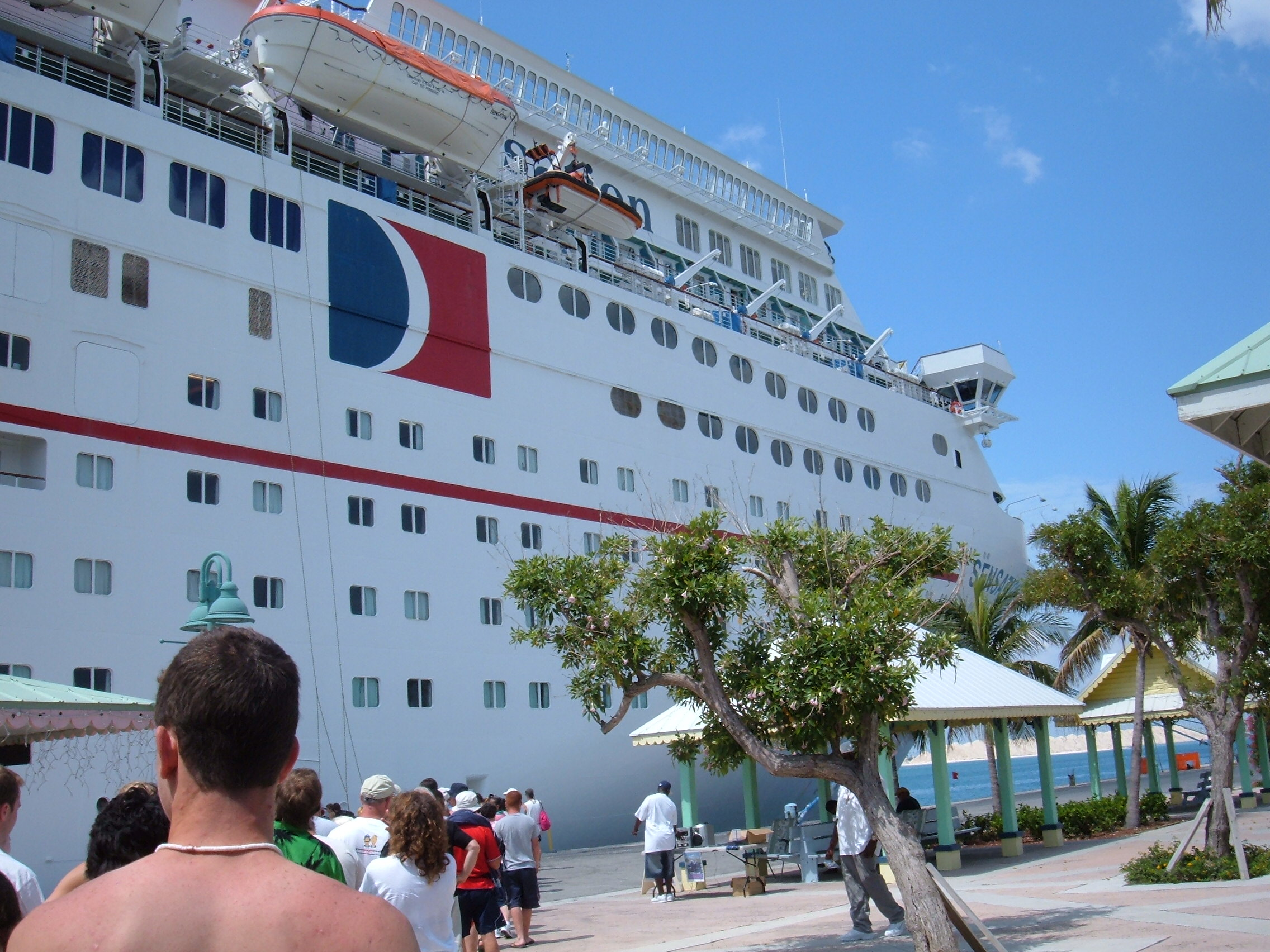
Nave da crociera a Freeport

Il perno dell'economia dell'isola è il turismo. Il villaggio turistico di Port Lucaya e le visite delle navi da crociera sono gli elementi principali di questa attività.
Al settore turistico delle Grand Bahama fa da complemento il settore petrolifero, con l'infrastruttura di stoccaggio della Bahamas Oil Refining Company del gruppo Buckeye Partners, il terminale per petroliere di South Riding Point di proprietà della Statoil, ed un porto container parzialmente controllato dalla società di Hong Kong Hutchison Whampoa e dalla Grand Bahama Port Authority. Nell'isola sono presenti anche cantieri navali.

## Infrastrutture e trasporti
Nell'isola ci sono due aeroporti: il Grand Bahama International Airport a Freeport ed il West End Airport a West End. Il Grand Bahama International Airport è il maggiore dei due, mentre il West End Airport è principalmente utilizzato dalla flotta cargo.
All'isola attraccano anche navi da crociera e traghetti, principalmente dai porti della vicina Florida.

## Amministrazione
Per fini amministrativi, Grand Bahama è divisa in tre distretti e sette aree municipali. Ciascun distretto è governato da un Chief Councilor e ciascuna municipalità da una Chairperson.
I distretti definiti dal The Bahamas Local Government Act del 1996 sono:
- East Grand Bahama
- West Grand Bahama
- Freeport

Le elezioni si tengono ogni 5 anni ed i due partiti principali sono il Progressive Liberal Party ed il Free National Movement.

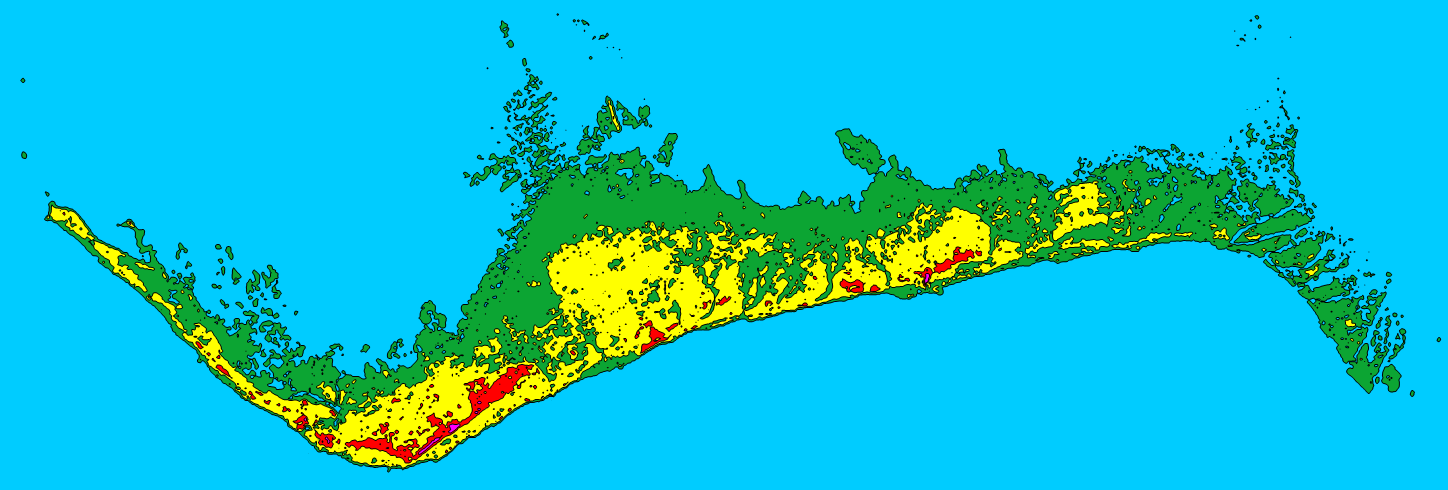
Mappa topografica dell'isola